# Dominicas de la Congregación de Santa Catalina de Siena de King William's Town
La Congregación de Santa Catalina de Siena de King William's Town (oficialmente en inglés: Dominican Sisters of the Congregation of St. Catherine of Siena of King William's Town) es un instituto religioso católico femenino, de vida apostólica y de derecho pontificio, fundado por la religiosa alemana Mary Mauritia Tiefenböck, en King William's Town (Sudáfrica), en 1878. A las religiosas de este instituto se les conoce como Dominicas de la Congregación de Santa Catalina de Siena de King William's Town o simplemente como dominicas de King William's Town. Las mujeres de esta congregación posponen a sus nombres las siglas O.P.

## Historia
Mary Mauritia Tiefenböck, religiosa del convento de Baviera de las Dominicas de Santa Úrsula de Augusta, junto a seis compañeras del mismo monasterio, fueron enviadas como misioneras a Sudáfrica, el 22 de octubre de 1877. Se establecieron en King William's Town por petición de James David Ricards, vicario apostólico de Cabo de Buena Esperanza. El 24 de agosto del año siguiente el mismo prelado dio la aprobación diocesana de las religiosas como congregación independiente de la casa madre en Alemania.
De la congregación de las dominicas de King William's Town surgieron otras tres congregaciones independientes la Congregación de las Misioneras del Sagrado Corazón (1891), la Congregación de Santa Catalina de Siena de Newcastle (1896) y la Congregación de Santa Catalina de Siena de Oakford (1899). Las religiosas de King William's Town fueron agregadas a la Orden de los Predicadores y elevadas al rango de congregación pontificia por el papa Pío XI, mediante decretum laudis del 6 de enero de 1923.

## Organización
La Congregación de Santa Catalina de Siena de King William's Town es un instituto religioso de derecho pontificio, internacional y centralizado, cuyo gobierno es ejercido por una priora general. La sede central se encuentra en King William's Town (Sudáfrica).
Las dominicas de Monteils se dedican a la educación e instrucción cristiana de la juventud y de la atención de los enfermos. Estas religiosas forman parte de la familia dominica. En 2017, el instituto contaba con 180 religiosas y 26 comunidades, presentes en Alemania, Bolivia, Ecuador, Irlanda, Países Bajos, Reino Unido, Suiza y Sudáfrica.